# Узагальнена послідовність
Узагальнена послідовність ( також послідовність Мура — Сміта, направленість, також  сітка, мережа від англійської net) в загальній топології — узагальнення поняття послідовності у якому областю визначення є довільна направлена множина (а не лише натуральні числа, як для звичайної послідовності).
Значення цього узагальнення полягає в тому, що воно дозволяє для довільних топологічних просторів дати твердження еквівалентні твердженням класичного аналізу. Зокрема через поняття збіжності узагальнених послідовностей можна охарактеризувати неперервність функцій, замкнутість і компактність множин так як це робиться у математичному аналізі.

## Означення
Узагальненою послідовністю в топологічному просторі {\displaystyle X} називається відображення з деякої направленої по зростанню множини {\displaystyle \mathrm {A} } в {\displaystyle X}. Для узагальнених послідовностей використовуються позначення: {\displaystyle \left\{x_{\alpha }\right\}_{\alpha \in \mathrm {A} }} або просто {\displaystyle \left\{x_{\alpha }\right\}}.
Будь-яка послідовність є узагальненою послідовністю, в цьому випадку направленою множиною є множина натуральних чисел {\displaystyle \mathbb {N} }.
Інший приклад узагальненої послідовності можна отримати розглянувши системи околів точок топологічного простору. Для деякої точки {\displaystyle x} топологічного простору система околів {\displaystyle B_{x}} із відношенням включення є направленою множиною: для двох околів {\displaystyle U,V\in B_{x}} маємо {\displaystyle U\geqslant V}, якщо {\displaystyle U\subset V}. Якщо у кожному околі {\displaystyle U\in B_{x}} вибрати довільну точку {\displaystyle x_{U}\in U}, то відображення {\displaystyle U\mapsto x_{U}} є узагальненою послідовністю.

## Пов'язані означення

### Границя узагальненої послідовності
Узагальнена послідовність {\displaystyle \left\{x_{\alpha }\right\}_{\alpha \in \mathrm {A} }} називається збіжною до точки {\displaystyle x}, якщо для будь-якого околу {\displaystyle V} точки {\displaystyle x} існує індекс {\displaystyle \alpha _{V}\in \mathrm {A} } такий, що {\displaystyle x_{\alpha }\in V} для будь-якого {\displaystyle \alpha \geqslant \alpha _{V}}. Точка {\displaystyle x} називається границею узагальненої послідовності {\displaystyle \left\{x_{\alpha }\right\}} і позначається {\displaystyle x_{\alpha }{\xrightarrow[{\mathrm {A} }]{}}x}.
Множина всіх границь узагальненої послідовності {\displaystyle \left\{x_{\alpha }\right\}} позначається як {\displaystyle \lim _{\alpha \in \mathrm {A} }x_{\alpha }}. Якщо узагальнена послідовність має точно одну границю {\displaystyle x}, то пишуть {\displaystyle x=\lim _{\alpha \in \mathrm {A} }x_{\alpha }}

### Узагальнена підпослідовність
Поняття підпослідовності можна узагальнити для узагальнених послідовностей. Узагальнена послідовність {\displaystyle \left\{y_{\beta }\right\}_{\beta \in \mathrm {B} }} називається узагальненою підпослідовністю узагальненої послідовності {\displaystyle \left\{x_{\alpha }\right\}_{\alpha \in \mathrm {A} }}, якщо для будь-якого {\displaystyle \alpha \in \mathrm {A} } існує такий індекс {\displaystyle \beta (\alpha )\in \mathrm {B} }, що для будь-якого {\displaystyle \beta '\geqslant \beta (\alpha )} існує {\displaystyle \alpha '\geqslant \alpha }, що задовольняє рівності {\displaystyle x_{\alpha '}=y_{\beta '}}.

### Фундаментальна узагальнена послідовність
Фундаментальна узагальнена послідовність (або узагальнена послідовність Коші)  є узагальненням звичайної фундаментальної послідовності для рівномірних топологічних просторів.
Узагальнена послідовність {\displaystyle \left\{x_{\alpha }\right\}} називається фундаментальною, якщо для будь-якого оточення {\displaystyle V} існує елемент {\displaystyle \gamma }, такий що для всіх {\displaystyle \alpha ,\beta \geqslant \gamma }, елементи {\displaystyle (x_{\alpha },x_{\beta })\in V}.

### Верхні і нижні границі узагальнених послідовностей
Для узагальненої послідовності {\displaystyle \left\{x_{\alpha }\right\}} за означенням верхня границя є рівною
{\displaystyle \varlimsup _{\alpha }x_{\alpha }=\lim _{\alpha }\sup _{\beta \geqslant \alpha }x_{\beta }=\inf _{\alpha }\sup _{\beta \geqslant \alpha }x_{\beta }.}
Нижня границя за означенням є рівною:
{\displaystyle \varliminf _{\alpha }x_{\alpha }=\lim _{\alpha }\inf _{\beta \geqslant \alpha }x_{\beta }=\sup _{\alpha }\inf _{\beta \geqslant \alpha }x_{\beta }.}
Верхні і нижні границі узагальнених послідовностей задовольняють багато властивостей, що є справедливими для звичайних послідовностей. Наприклад:
{\displaystyle \varlimsup _{\alpha }(x_{\alpha }+y_{\alpha })\leqslant \varlimsup _{\alpha }x_{\alpha }+\varlimsup _{\alpha }y_{\alpha },}
і у випадку збіжності хоча б однієї узагальненої послідовності цей вираз перетворюється у рівність.

## Властивості
- Нехай {\displaystyle E} і {\displaystyle F} — топологічні простори і {\displaystyle a\in E}. Відображення {\displaystyle f:E\to F} є неперервною в точці {\displaystyle a} тоді і тільки тоді, коли для будь-якої узагальненої послідовності {\displaystyle (x_{\alpha })_{\alpha \in I}}, що збігається до {\displaystyle a} у просторі {\displaystyle E}, узагальнена послідовність {\displaystyle (f(x_{i}))_{i\in I}} збігається до точки {\displaystyle f(a)} у просторі {\displaystyle F}.

Якщо {\displaystyle f} є неперервною в точці {\displaystyle a}, то для кожного околу {\displaystyle V} точки {\displaystyle f(a)} у просторі {\displaystyle F}, множина {\displaystyle f^{-1}(V)} є околом {\displaystyle a} у {\displaystyle E}. Тому якщо {\displaystyle (x_{\alpha })_{\alpha \in I}} є узагальненою послідовністю, що збігається до точки {\displaystyle a} у {\displaystyle E} то існує {\displaystyle \alpha \in I} для якого {\displaystyle x_{\beta }\in f^{-1}(V)} для всіх {\displaystyle \beta \geq \alpha }, тобто {\displaystyle f(x_{\beta })\in V}, і {\displaystyle (f(x_{\alpha }))_{\alpha \in I}} збігається до {\displaystyle f(a)} у {\displaystyle F}.
Навпаки, припустимо, що {\displaystyle f} не є неперервною в точці {\displaystyle a} і позначимо {\displaystyle ({\mathcal {F}},\supset )} направлену систему околів точки {\displaystyle a}. Існує окіл {\displaystyle V} точки {\displaystyle f(a)} у {\displaystyle F}, такий що для всіх {\displaystyle U\in {\mathcal {F}}}, {\displaystyle f(U)\not \subset V}. Оберемо точки {\displaystyle x_{U}\in U\cap \complement \left[f^{-1}(V)\right]} для всіх {\displaystyle U\in {\mathcal {F}}} (з використанням аксіоми вибору). Тоді {\displaystyle (x_{U})_{U\in {\mathcal {F}}}} збігається до {\displaystyle a} в {\displaystyle E} але {\displaystyle (f(x_{U}))_{U\in {\mathcal {F}}}} не збігається до {\displaystyle f(a)} у {\displaystyle F}.
- Якщо топологічний простір є гаусдорфовим, то кожна збіжна узагальнена послідовність має точно одну границю. Навпаки, якщо кожна збіжна узагальнена послідовність має точно одну границю, то простір є гаусдорфовим.

- Поняття границі узагальненої послідовності тісно пов'язане з поняттям точки дотику: точка є точкою дотику множини тоді і тільки тоді, коли існує збіжна до цієї точки узагальнена послідовність елементів цієї множини.

- Підмножина топологічного простору є замкнутою тоді і тільки тоді, коли для кожної збіжної узагальненої послідовності її елементів границя послідовності теж належить цій множині.

- Узагальнена послідовність є збіжною тоді і тільки тоді коли всі її узагальнені підпослідовності є збіжними. Границя узагальненої послідовності тоді є рівною границі будь-якої її підпослідовності.

- Топологічний простір є компактним тоді і тільки тоді, коли для кожної узагальненої послідовності його елементів існує збіжна узагальнена підпослідовність.

Нехай X є компактним. Якщо I є деякою множиною і {\displaystyle \{C_{i}\}_{i\in I}} — сім'єю замкнутих підмножин X таких що {\displaystyle \bigcap _{i\in J}C_{i}\neq \emptyset } для кожної скінченної підмножини {\displaystyle J\subseteq I}. Тоді також {\displaystyle \bigcap _{i\in I}C_{i}\neq \emptyset }. В іншому разі, {\displaystyle \{C_{i}^{c}\}_{i\in I}} було б відкритим покриттям X для якого не існувало б скінченного підпокриття, що неможливо. Нехай A — направлена множина і {\displaystyle \langle x_{\alpha }\rangle _{\alpha \in A}} — узагальнена послідовність у X. Для всіх {\displaystyle \alpha \in A} позначимо {\displaystyle E_{\alpha }\triangleq \{x_{\beta }:\beta \geq \alpha \}.} Сім'я множин {\displaystyle \{\operatorname {cl} (E_{\alpha }):\alpha \in A\}} має властивість, що довільна скінченна підмножина множин має непустий перетин. Тому також {\displaystyle \bigcap _{\alpha \in A}\operatorname {cl} (E_{\alpha })\neq \emptyset }. Ця множина буде множиною точок дотику узагальненої послідовності {\displaystyle \langle x_{\alpha }\rangle _{\alpha \in A}}, що є рівною точкам збіжності узагальнених підпослідовностей у {\displaystyle \langle x_{\alpha }\rangle _{\alpha \in A}}. Тому {\displaystyle \langle x_{\alpha }\rangle _{\alpha \in A}} має збіжну узагальнену підпослідовність.
Навпаки припустимо, що кожна узагальнена послідовність у X має збіжну узагальнену підпослідовність. Припустимо, що {\displaystyle \{U_{i}:i\in I\}} є відкритим покриттям X, що не містить скінченного підпокриття. Розглянемо {\displaystyle D\triangleq \{J\subset I:|J|<\infty \}}. Тоді D є направленою множиною щодо включення і для кожної {\displaystyle C\in D}, існує {\displaystyle x_{C}\in X} таке що {\displaystyle x_{C}\notin U_{a}} для всіх {\displaystyle a\in C}. Розглянемо узагальнену послідовність {\displaystyle \langle x_{C}\rangle _{C\in D}}. Для неї не існує збіжної узагальненої підпослідовності, тому що для всіх {\displaystyle x\in X} існує {\displaystyle c\in I} таке що {\displaystyle U_{c}} є околом x;проте для всіх {\displaystyle B\supseteq \{c\}}, маємо {\displaystyle x_{B}\notin U_{c}}. Ця суперечність завершує доведення.